# Nová Dědina
Nová Dědina település Csehországban, Kroměříži járásban. Nová Dědina Vrbka, Kvasice, Sulimov, Karolín, Bělov, Halenkovice és Žlutava településekkel határos. Lakosainak száma 432 fő (2024. január 1.).

## Népesség
A település lakosságának változását az alábbi diagram mutatja:
| Lakosok száma | 585  | 700  | 631  | 532  | 463  | 420  | 430  | 431  | 431  | 432  |
|               | 1869 | 1890 | 1921 | 1950 | 1980 | 2001 | 2017 | 2019 | 2022 | 2024 |